# Данні да Коста
Дані Віейра да Коста (нім. Danny da Costa, нар. 13 липня 1993, Нойс) — німецький футболіст, захисник клубу «Майнц 05».

## Футбольна біографія
Дані Віейра да Коста народився в місті Нойс в центрі Німеччини у Анголо-конголезьської пари. З дитячих років Дані привернув до себе увагу футбольних скаутів. Через що батькам довелося переїхати до Леверкузена й прилаштувати сина в відому на всю країну футбольну академію «Баєра».
У 2010 році в 17 років да Коста вперше зіграв за основну команду — це була гра в плей-оф Ліги Європи з мадридським «Атлетіко». 24 вересня 2011 року захисник вперше зіграв у матчі Бундесліги, замінивши у другому таймі гри з «Баварією» Каріма Белларабі.

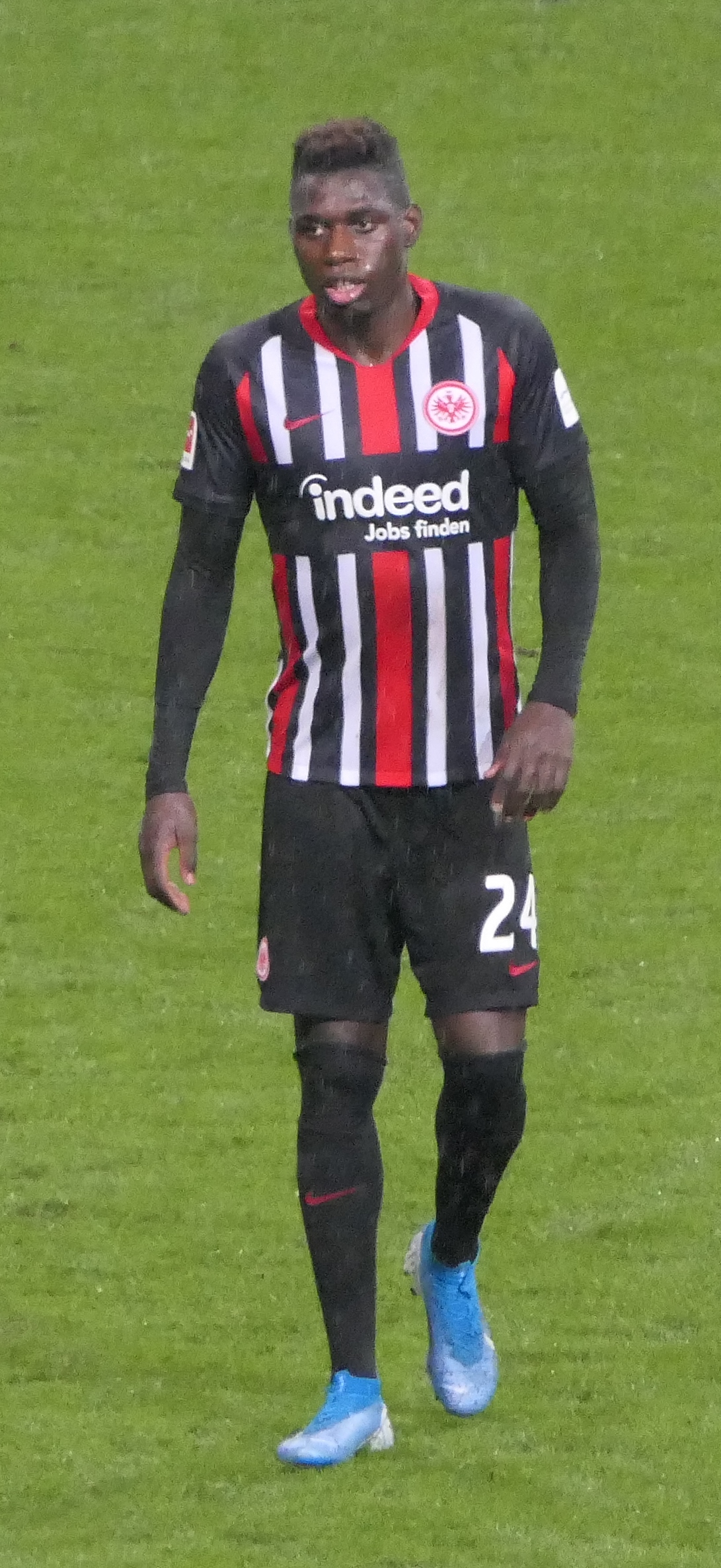
Данні да Коста під час виступів за «Айнтрахт». 2019 рік.

2012 року на правах оренди на два роки перейшов до клубу другого дивізіону «Інгольштадт 04». Протягом цього часу він був посновним гравцем, зігравши у 54 іграх Другої Бундесліги. Після закінчення терміну оренди «Інгольштадт» викупив контракт гравця, уклавши з ним угоду до червня 2017 року, при цьому «Баєр» зберіг за собою право викупу гравця за рік до закінчення терміну дії контракту. У сезоні 2014/15 Данні також був незмінним основним гравцем, але 31 жовтня 2014 року у грі проти «Фортуни» з Дюссельдорфа він отримав відкритий перелом великогомілкової кістки у зіткненні з Лукасом Шміцем і перебував більше дев'яти місяців поза грою. Без свого основного захисника «Інгольштадт» зміг стати чемпіоном другого дивізіону Бундесліги і вийти до вищого дивізіону вперше у своїй історії. Там наступного року да Коста зіграв у 20 іграх і допоміг команді зберегти прописку в еліті.
На початку травня 2016 року «Баєр 04» активував опцію викупу, закріплену в контракті да Кости, підписавши гравця. Втім і з другої спроби Данні не зумів закріпитись у рідному клубі і за наступний сезон зіграв лише у 4 іграх (3 у Бундеслізі, один у Лізі чемпіонів), включаючи одну у стартовому складі.
Влітку 2017 року да Коста перейшов у франкфуртський «Айнтрахт», підписавши чотирирічну угоду. З командою Чендлер став володарем Кубка Німеччини у 2018 році та переможцем Ліги Європи УЄФА у 2022 роках. Також у першій половині 2021 року Данні недовго грав на правах оренди за «Майнц 05».
Влітку 2022 року у статусі вільного агента підписав трирічну угоду з клубом «Майнц 05», куди повернувся після річної перерви, заявивши, що «його перебування у „Майнці“ було коротким, але, безумовно, одним з найбільш захоплюючих і особливих у кар'єрі».

## Виступи у збірній
Да Коста пройшов усі вікові збірні Німеччини від U17 до U21, зігравши за них загалом у 34 іграх, у яких забив 2 голи. 
Згодом да Коста був включений до попереднього розширеного складу олімпійської збірної на літніх Олімпійських іграх 2016 року в Ріо-де-Жанейро, однак не увійшов до фінальної заявки.

## Титули і досягнення
- Володар Кубка Німеччини (1):

«Айнтрахт»: 2017/18
- Володар Ліги Європи УЄФА (1):

«Айнтрахт»: 2021/22